# Лос-Аргуэльос
Лос-Аргуэльос (исп. Los Argüellos)  — район (комарка) в Испании, входит в провинцию Леон в составе автономного сообщества Кастилия и Леон.

## Муниципалитеты
| Муниципалитет | Население | Площадь км² | Плотность населения чел./км² |
| ------------- | --------- | ----------- | ---------------------------- |
| Карменес      | 806       | 153,83      | 2,67                         |
| Вальделугерос | 417       | 143.80      | 3,25                         |
| Вильяманин    | 1.091     | 176,82      | 7,7                          |